# 浪花乱交
浪花 乱交（なにわ らんこう、1975年7月5日 - ）は、日本のアダルトビデオメーカーの一つ、ドグマ（Dogma）に所属していたAV監督。
大阪府出身。同社の作品「レズ乱交」にて監督デビューを果たす。

## 概要
テレビ局（地上波）のゴールデン番組のディレクターを務めていたが、2006年突如テレビ局を退社しドグマに入社。
テレビ業界からAV業界へと転進し、2007年よりAV監督として極めて異例な再スタートを切る。
関西出身であることと、私生活で乱交パーティーにのめり込みすぎたため多額の借金を背負ったことがあるという経緯から、ドグマの創立者でありAV監督でもあるTOHJIROに監督名を「浪花乱交」と命名された。「人種を乗り越えての乱交は世界平和の象徴」と言い切り、AV制作を世界平和へのアプローチ手段としている。
乱交で世界進出が夢という強者。これまでドグマにないオスを感じる強烈なルックスがウリ（ドグマ公式サイトより）。
2007年、AV監督としてはまだデビューしたてであるにもかかわらず、ドグマ総帥であるTOHJIROにその性格と才能を認められ、メインテーマに掲げる乱交をモチーフとした「レズ乱交」を始めとするAV作品を監督。代表作となっている「熟女秘密倶楽部」シリーズは固定ファンをうむほどの人気を博した。
2008年には、東京の下町情緒溢れる素朴で自然体な熟女のありのままを映そうとするドキュメンタリータッチの作品「ハメ観音」や、元ゴールデン番組のディレクターらしいノリのよさと関西風のテンポでSEXを明るく楽しく表現しようとする「デカマラ好きやねん」など、バラエティーに富んだ作品を発表した。
しかし、浪花乱交個人に関する情報は非常に奇妙で、関西弁で金髪のモヒカンだが、イケメンで乱交好きな紳士などというおよそ想像しがたい噂しかない。

## 主な作品
- レズ乱交
- 熟女秘密倶楽部～素人変態さん達の前で公開調教～（松浦ユキ/風間ゆみ/間宮いずみ）
- 女だけの乱交パーティー II エンドレス・レズビアン
- ハメ観音（町村小夜子/五十川みどり）
- デカマラ好きやねん（稲森ケイト/河本愛）